# Histórias da vida de S. Bento (Aretino)
Histórias da vida de S. Bento é um conjunto de dezasseis  afrescos pintados em 1387 pelo pintor italiano do período gótico final Spinello Aretino que se destinaram a decorar a Sacristia da Basílica de San Miniato al Monte, em Florença, onde ainda se encontram.
As histórias sobre a vida de São Bento podem ser lidas da esquerda para a direita, de cima para baixo, a partir da parede em frente à entrada da Sacristia e são as seguintes:
1. O jovem Bento parte para Roma
2. Bento conserta milagrosamente o crivo da Ama
3. Bento recebe o hábito monástico em Subiaco e um demónio quebra a campainha com a qual Bento era avisado da chegada da comida ao seu eremitério
4. Jantar de Páscoa com um monge enviado por Deus para alimentar Bento no eremitério
5. São Bento vence a tentação carnal lançando-se nu nos arbustos
6. Eleição de São Bento como Abade em Vicovaro e destruição do copo com o qual os frades tentaram envenená-lo
7. Partida de Vicovaro
8. Encontro com Mauro e Plácido
9. Fundação do Mosteiro de Monte Cassino e milagre do frade ressuscitado
10. Bento liberta um monge do diabo
11. Bento recupera milagrosamente uma foice caída um lago
12. Mauro, enviado por Bento, salva Plácido de afogamento
13. Exorcismo do demónio de uma pedra que impedia os monges de a levantar na construção da Abadia
14. Bento reconhece o escudeiro de Tótila disfarçado de rei
15. São Bento censura Tótila
16. Morte de São Bento

Em 1387, Benedetto degli Alberti, um florentino rico, deixou por testamento uma quantia considerável para a decoração da sacristia da Basílica de San Miniato al Monte. A sacristia com uma planta quadrada e abóbada em cruzaria havia sido concluída naquele mesmo ano. A tarefa foi confiada a um dos artistas mais conceituados de Florença daquela época, Spinello Aretino, que pintou em afresco a mais antiga representação completa das Histórias de São Bento na Toscânia, que foi usada como modelo por posteriores representações, como sucedeu com as Histórias da vida de São Bento pintadas maioritariamente por João Gonçalves no Chiostro degli Aranci da Badia Fiorentina e com muitas outras pinturas sobre a madeira.
Os afrescos de Aretino, que foram danificados ao longo do tempo, foram objecto de um profundo restauro no início do século XIX.

## Descrição
Nos quatro cantos da Sacristia estão pilares donde saem ogivas para formar a cobertura cruzada. Os afrescos ocupam os planos médios e superiores das quatro paredes, bem como as velas da abóboda.
Estilisticamente, as Histórias mostram o interesse ainda vivo na Florença no século XIV pela arte de Giotto, denotando uma clareza narrativa ordenada, uma decoração essencial, figuras plásticas e cores vivas e vibrantes.
Na abóboda, estão representados também em afresco os quatro Evangelistas. O afresco sobre a porta da Sacristia de Cristo in pietà remonta à segunda metade do século XV e é atribuído a Giovanni di Piamonte.

### O jovem Bento parte para Roma

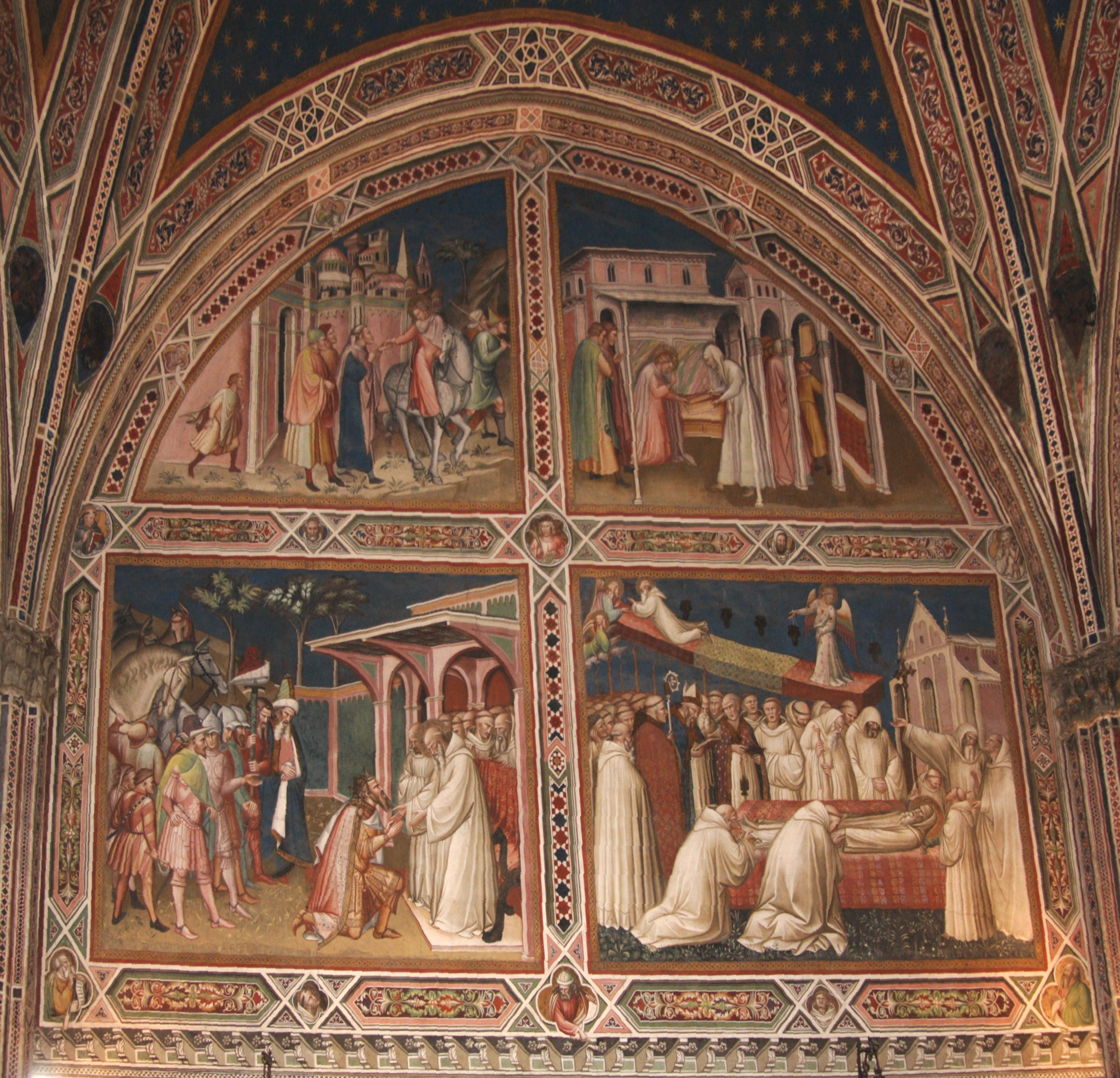
O jovem Bento parte para Roma, no quadrante superior esquerdo, e Bento conserta milagrosamente o crivo da Ama, no quadrante superior dirito

Imagem no quadrante superior esquerdo do afresco.
História segundo os Dialogi de Gregório Magno: Bento era filho de uma família nobre de Nórcia que o enviou estudar em Roma acompanhado da sua ama. Mas ao chegar a Roma, vendo como muitos se submetiam ao vício, abandonou os estudos, renunciou à casa paterna e à sua herança e decidiu fazer-se monge.

### Bento conserta milagrosamente o crivo da Ama
Imagem no quadrante superior direito do afresco.
História: Ao procurar um ermo, Bento e a Ama pararam num lugar chamado Enfide. Para preparar a refeição, a Ama pediu emprestado um crivo para limpar trigo, que descuidadamente caiu ao chão e por ser de barro se partiu em dois. Ao dar pelo infortúnio, pesarosa, a Ama desatou a chorar, e Bento com pena dela pôs-se a rezar. Concluída a oração, Bento achou o crivo consertado tão perfeitamente que não se via sequer o vestígio da fractura e com palavras amigas entregou-o à Ama. A admiração deste prodígio foi tal entre os habitantes do lugar que penduraram o crivo sobre a porta da igreja.

### Bento recebe o hábito monástico em Subiaco e um demónio quebra a campainha com a qual Bento era avisado da chegada da comida ao seu eremitério

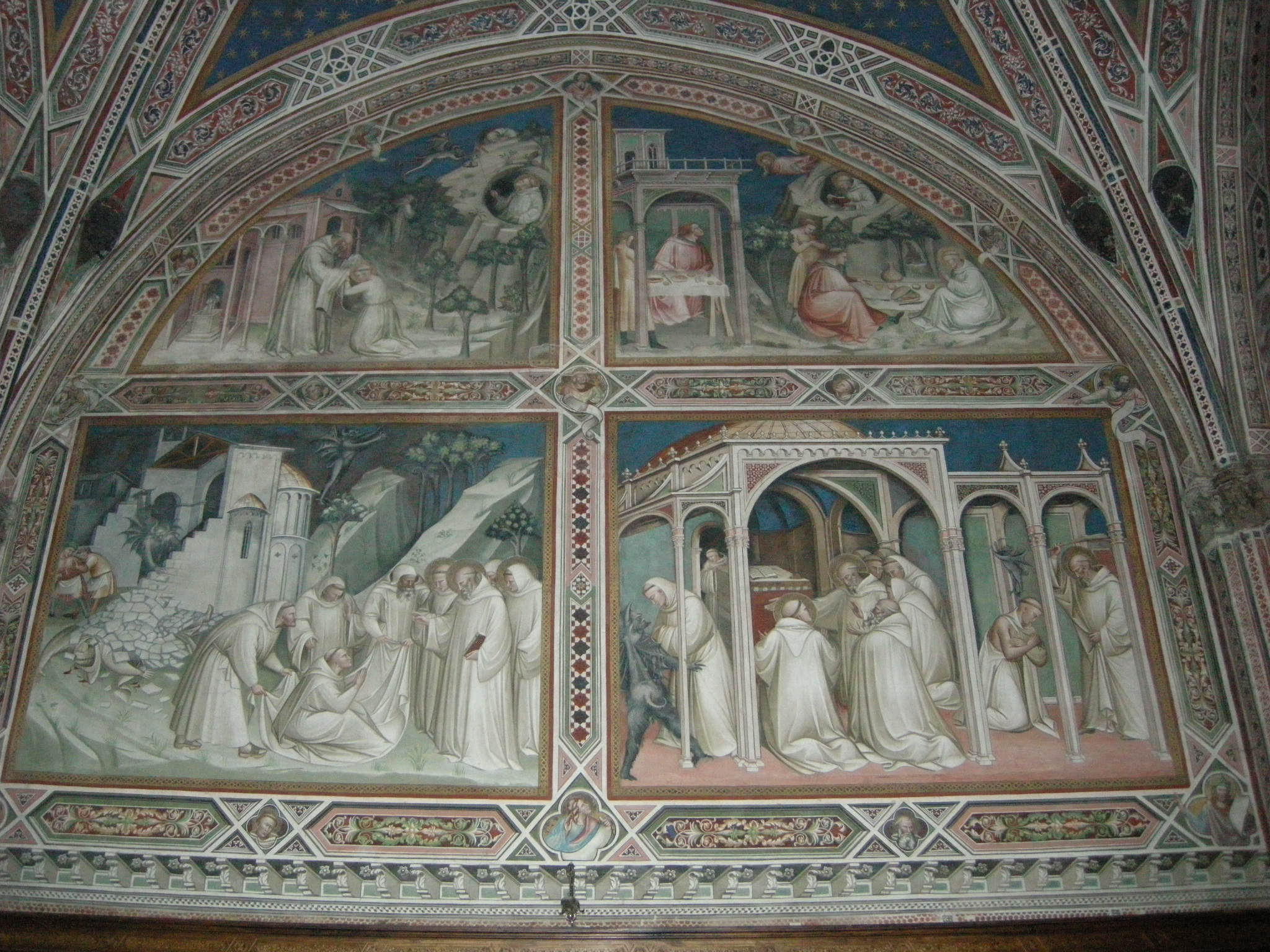
Bento recebe o hábito monástico em Subiaco e um demónio quebra a campainha com a qual Bento era avisado da chegada da comida ao seu eremitério, no canto superior esquerdo

Imagem no quadrante superior esquerdo do afresco.
História: Bento retirou-se para uma pequena gruta onde viveu durante três anos, incógnito excepto para o monge Romão de um mosteiro não muito longínquo dirigido pelo abade Adeodato. Com piedosa intenção e avisado por um anjo, e sem que o abade soubesse, Romão levava a Bento, em dias combinados, uma parte do seu alimento. Porque a gruta ficava num penhasco de difícil acesso, o monge utilizava uma corda para fazer descer os mantimentos, onde tinha presa uma campainha para avisar o santo eremita, que ao ouvi-la vinha buscar os alimentos. Porém, ao demónio não lhe agradava a caridade de um e a sobrevivência do outro, e um dia, quando o cesto descia, atirou uma pedra e quebrou a campainha, mas nem por isso Romão deixou de ajudar Bento.

### Jantar de Páscoa com um monge enviado por Deus para alimentar Bento no eremitério
Imagem no quadrante superior direito do afresco anterior.

### São Bento vence a tentação carnal lançando-se nu nos arbustos

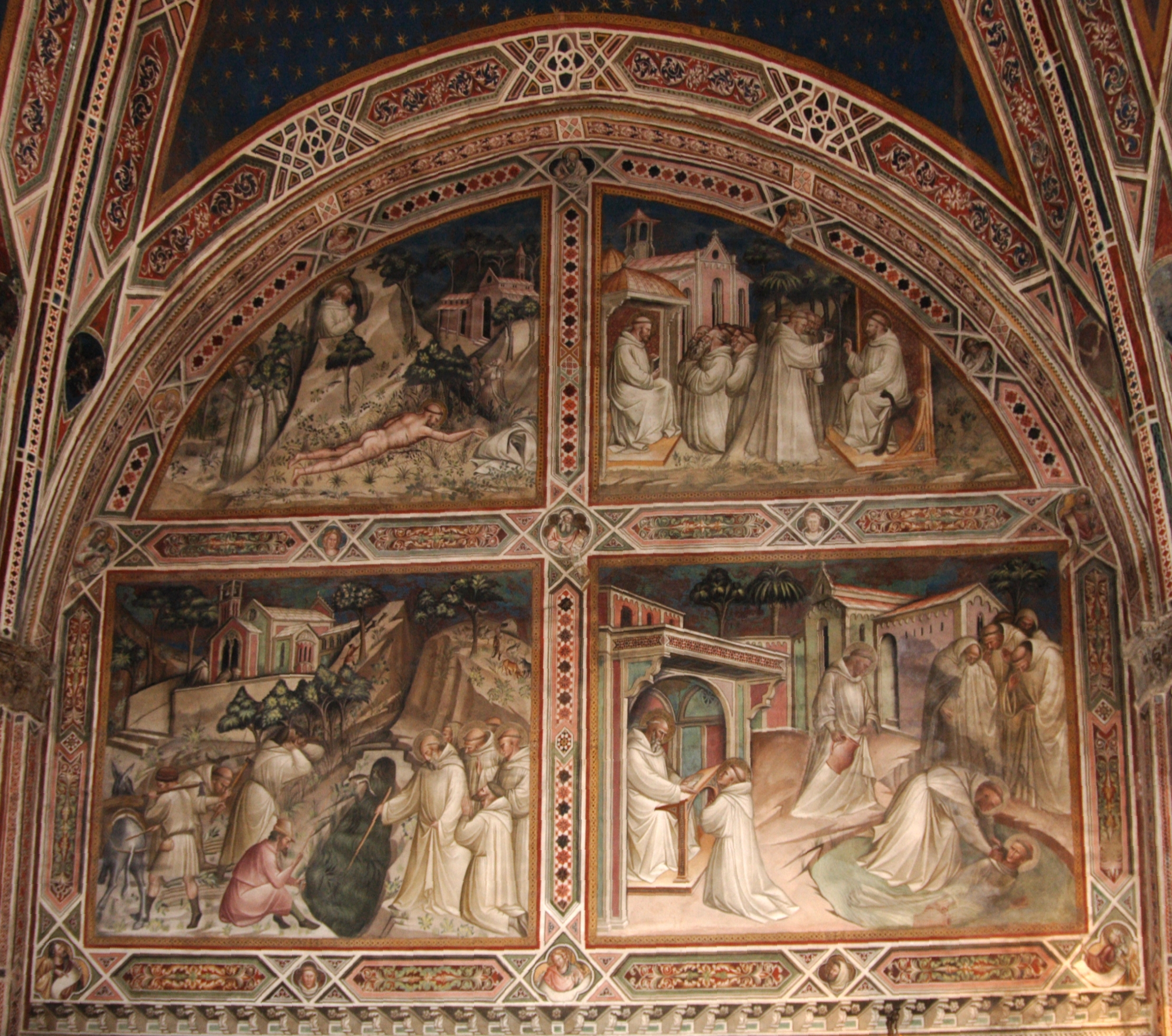
São Bento vence a tentação carnal lançando-se nu nos arbustos no canto superior esquerdo

Imagem no canto superior esquerdo do afresco ao lado.

### Eleição de São Bento como Abade em Vicovaro e destruição do copo com o qual os frades tentaram envenená-lo
Imagem no canto superior direito do afresco ao lado.
História: Bento tornara-se conhecido pela sua vida exemplar, e quando morreu o abade do mosteiro próximo, os monges pediram-lhe insistentemente para que tomasse a direcção da comunidade. Bento acabou por ceder e depois empenhou-se em fazer cumprir o regulamento da vida monástica, de tal modo que alguns deles, descontentes, quiseram envenená-lo. Quando na ocasião lhe apresentaram o vinho para ser benzido, o copo partiu-se em fragmentos e a bebida envenenada derramou-se no solo. Bento compreendeu o que tinha acontecido e disse-lhe: “Irmãos, o Senhor Todo Poderoso se compadeça de vós. Porque fizestes isto?”

### Bento parte de Vicovaro

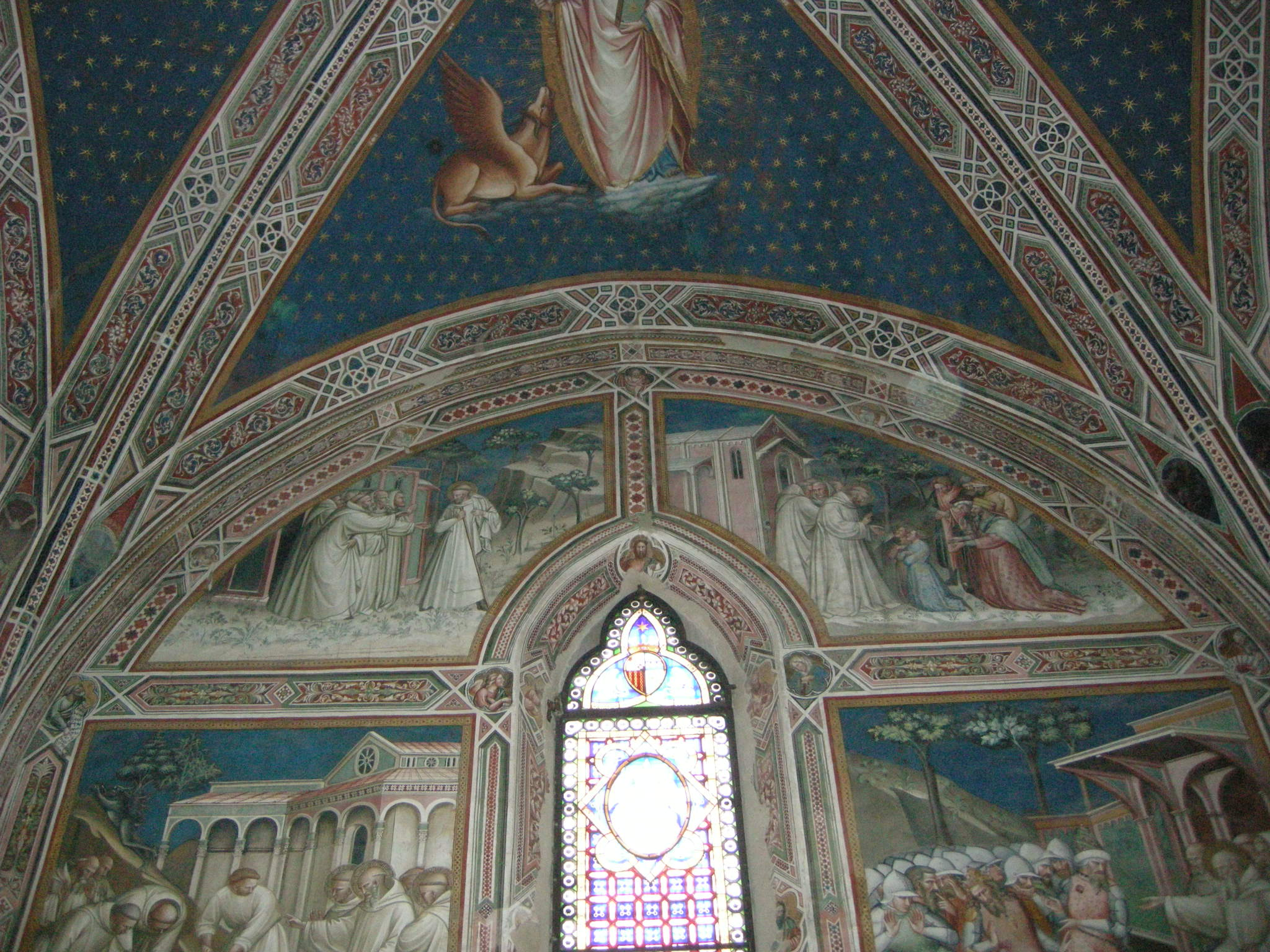
Bento parte de Vicovaro'

Imagem no canto superior esquerdo do vitral ao lado.

### Encontro com Mauro e Plácido
Imagem no canto superior direito do vitral ao lado.
História: Algumas famílias piedosas entregavam filhos a Bento para serem educados segundo os melhores princípios. Assim foram viver com ele dois jovens, Amaro e Plácido. Amaro sendo muito novo foi um dos esteios de Bento, enquanto Plácido era ainda uma criança.

### Fundação do Mosteiro de Monte Cassino e milagre do frade ressuscitado

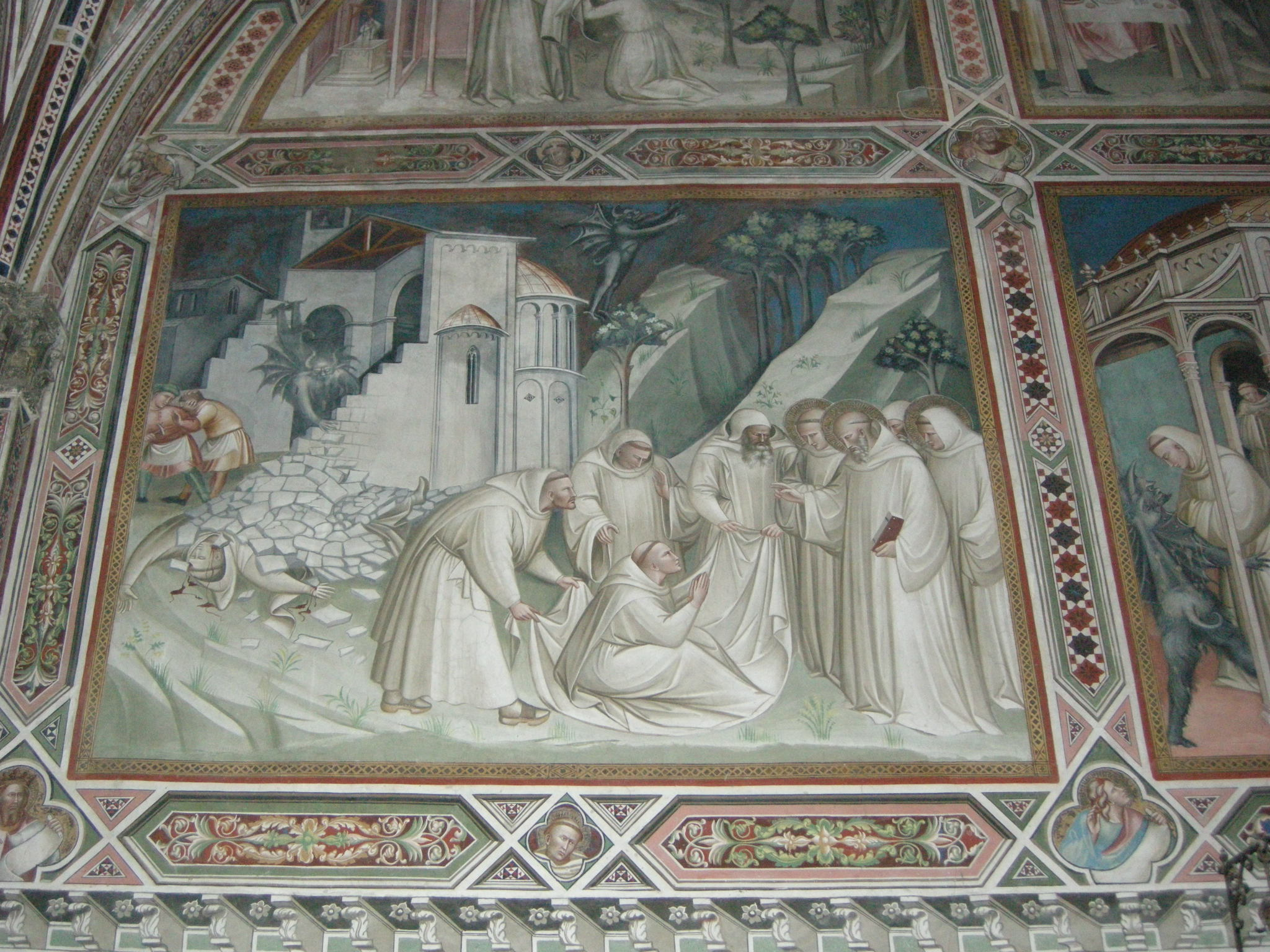
Fundação do Mosteiro de Monte Cassino e milagre do frade ressuscitado

História: S. Bento deixou o vale de Subiaco, povoado de mosteiros, e dirigiu-se para o Monte Cassino, decidido a fundar um convento próximo de um templo onde ainda se prestava culto a Apolo, que ele substituiu pela invocação de S. Martinho. Um certo dia, S. Bento estava a orar na sua cela enquanto outros monges se ocupavam da construção de uma parede. Aconteceu que os andaimes cederam e a parede desabou soterrando um jovem monge nos escombros. Levaram o monge morto a S. Bento que perante o sucedido iniciou uma oração profunda. Quando terminou a oração, o monge atingido pela parede estava de pé na sua frente, são e salvo, tendo voltado para junto dos confrades, para os ajudar a refazer a parede.

### Bento liberta um monge do diabo batendo-lhe com uma vara

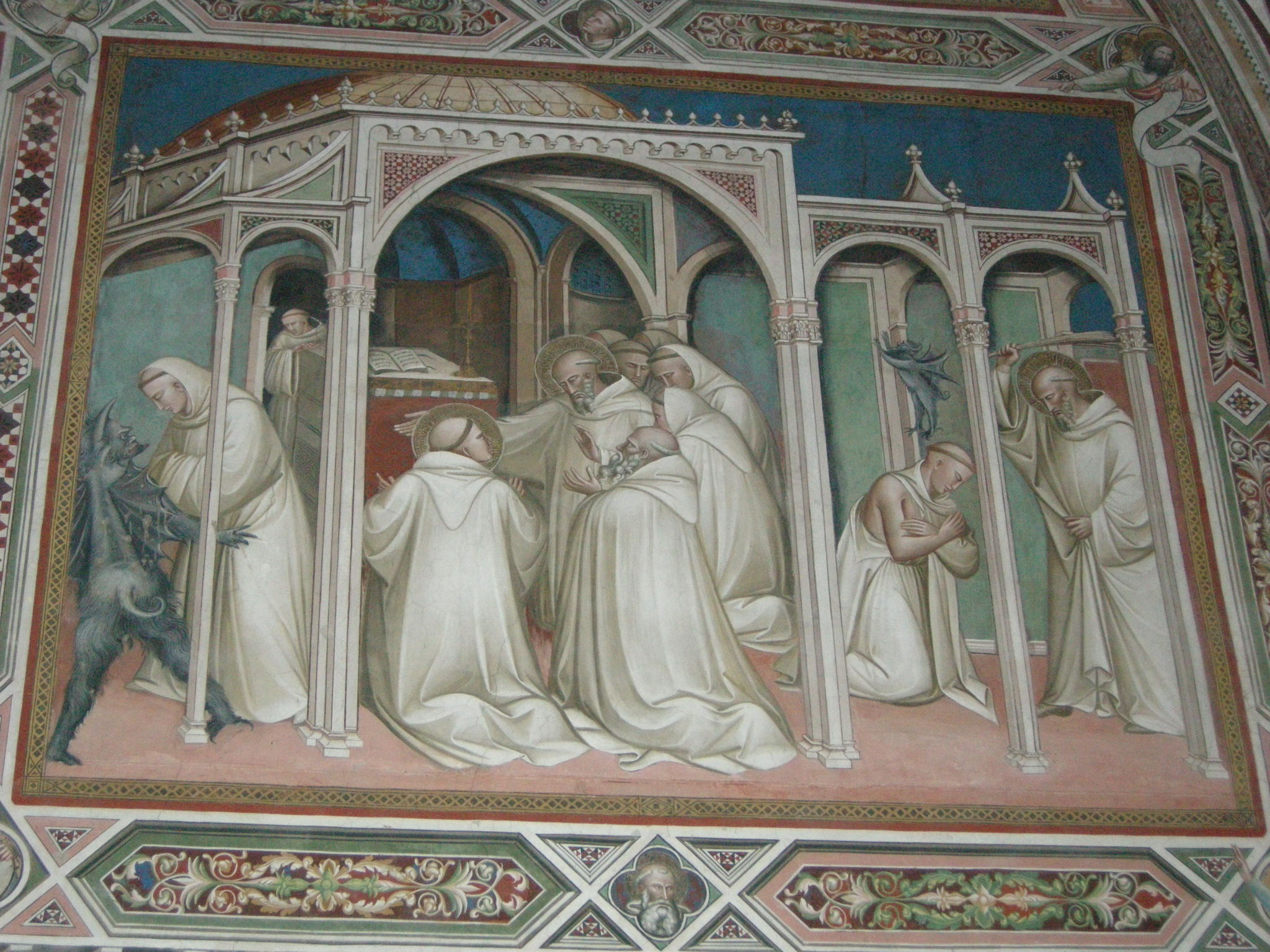
Bento liberta um monge do diabo batendo-lhe com uma vara

História: Havia um monge num mosteiro que no fim do canto dos Salmos do ofício divino, saía logo para o exterior, no período em que os outros monges se dedicavam à meditação. Bento foi advertido pelo abade desse mosteiro e considerou que era o demónio que arrastava o monge para o exterior do templo. Para libertar o monge do diabo aplicou-lhe umas vergastadas e o demónio não voltou a desinquietar o monge.

### Bento recupera milagrosamente uma foice caída um lago

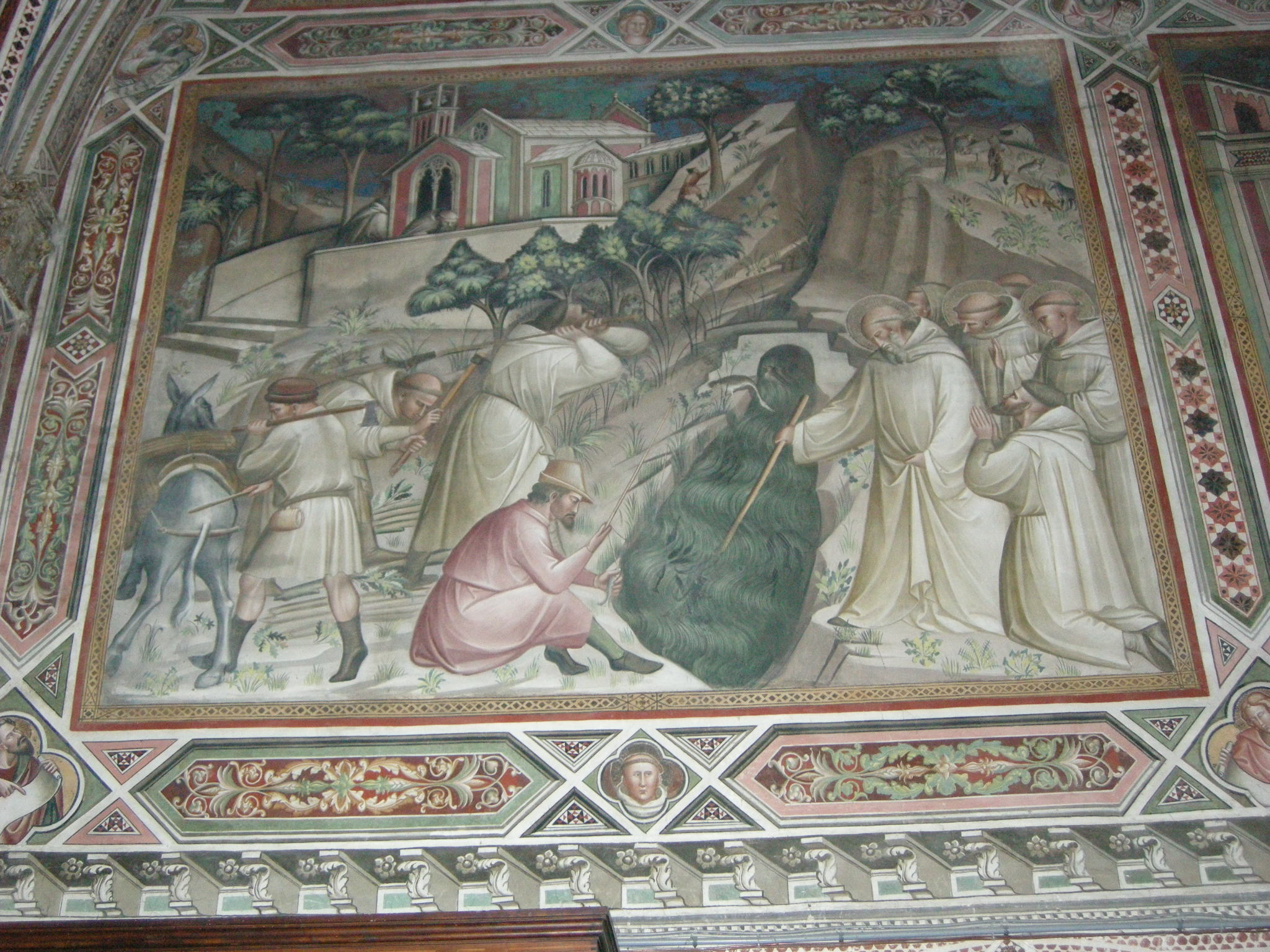
Bento recupera milagrosamente uma foice caída um lago

História segundo os Dialogi de Gregório Magno: Um ostrogodo pediu guarida no mosteiro e pela formação rudimentar, foram-lhe atribuídas tarefas humildes e, num dia em que se estava a desbravar um silvado, a foice soltou-se do cabo e caiu no fundo do lago, deixando-o muito amargurado. S. Bento, a quem o godo se lamentou, pegou no cabo, meteu-o na água e quando o retirou a foice vinha de novo nele montada.

### Mauro, enviado por Bento, salva Plácido de afogamento

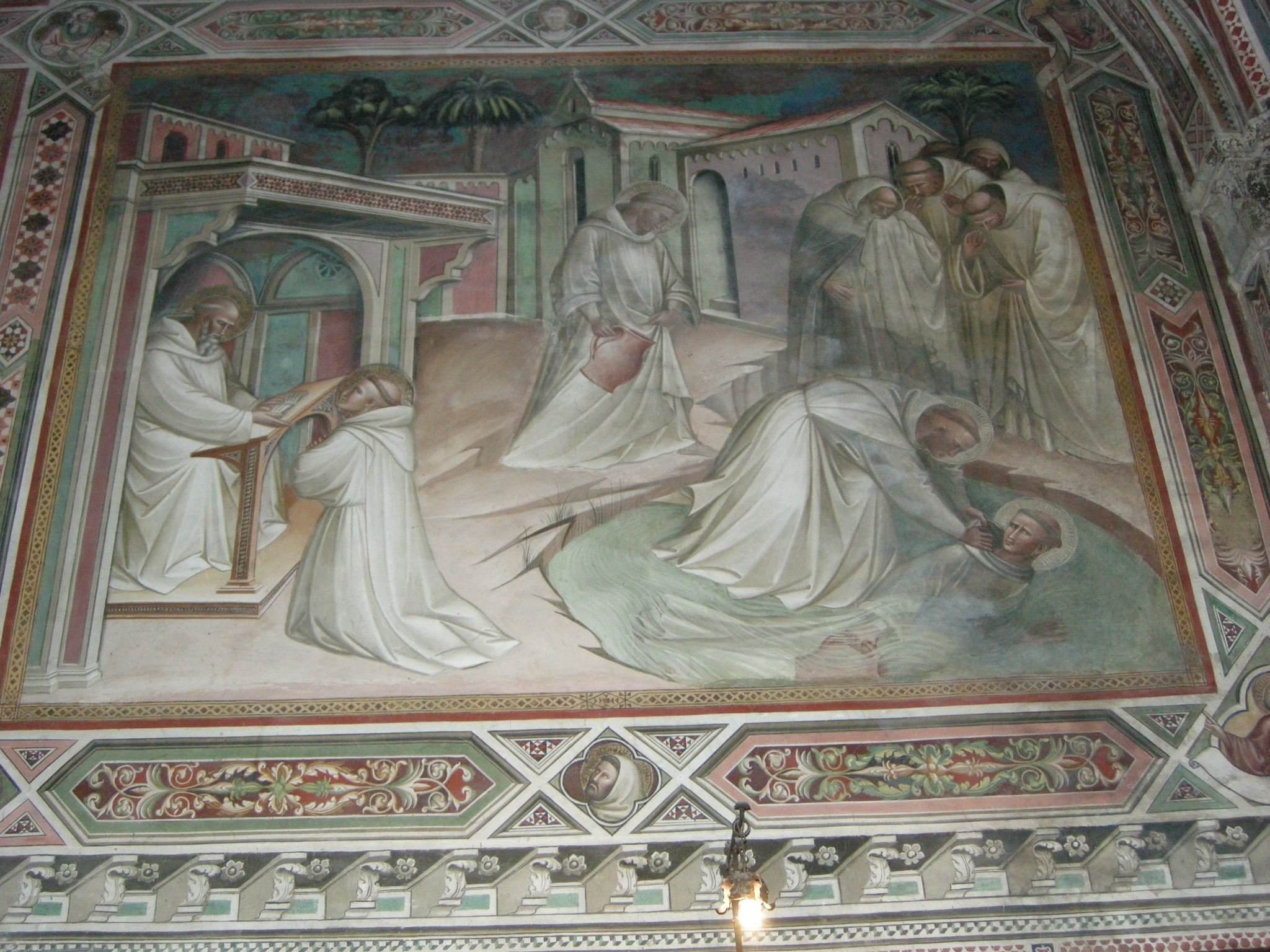
Bento envia Mauro a salvar Plácido que caíra no lago enquanto recolhia água

História: Um certo dia, Plácido foi buscar água ao lago, mas deixou cair o balde e, atrapalhando-se, caiu também ele no lago e foi afastado da margem pela corrente. Bento apercebeu-se do que acontecera e pediu a Amaro: “Irmão Amaro, acode depressa ao menino que caiu no lago e está a ser arrastado pela corrente”. Com a bênção de Bento, Amaro partiu imediatamente e quando chegou ao lago caminhou sobre as águas como se estivesse em terra firme e salvou o menino. Só após ter regressado à margem se apercebeu do que tinha acontecido, dando conta dos factos a Bento, que não atribuiu o sucedido ao seu méritos pessoal, mas sim à prontidão de Amaro. Mas Plácido dissipou a dúvida ao dizer: “Ao ser retirado da água, senti sobre mim o manto do Abade e que era ele mesmo em pessoa que me puxava”.

### Exorcismo do demónio de uma pedra que impedia os monges de a levantar na construção da Abadia

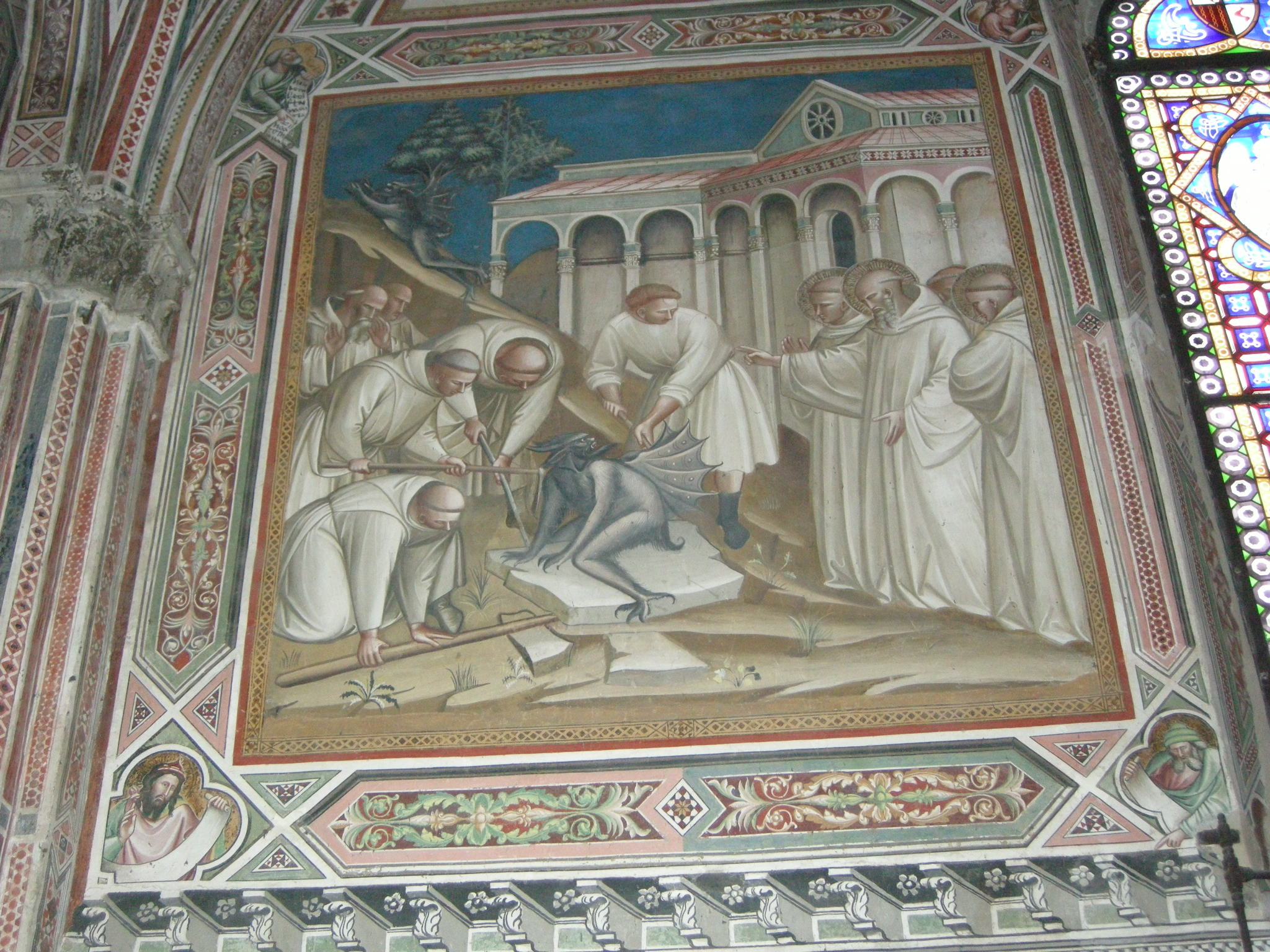
Bento repele um demónio que impedia os monges de levantar uma pedra na construção da Abadia de Monte Cassino

História segundo os Dialogi de Gregório Magno: Quando andavam na construção do novo mosteiro no Monte Cassino, alguns monges encontraram uma pedra grande que tiveram dificuldade em remover para a usar nos muros, dificuldade que continuou mesmo com o apoio de outros monges, pelo que lhes ocorreu que seria uma acção do demónio. Foram pedir ajuda a Bento e ele, indo ao local, orou e benzeu a pedra e imediatamente os monges a conseguiram arrastar com facilidade.

### Bento reconhece o escudeiro de Tótila disfarçado de rei

Bento reconhece o escudeiro de Tótila disfarçado de rei

Representa os antecedentes da visita que Tótila, um dos últimos reis dos ostrogodos, fez a S. Bento. Antes de o visitar enviou um escudeiro disfarçado de rei para testar as capacidades cognitivas de S. Bento, mas este não se deixou enganar.

### São Bento recebe Tótila

São Bento recebe Tótila

Este afresco representa a visita que Tótila, rei dos ostrogodos, fez a S. Bento

### Morte de São Bento
S. Bento morre na Abadia de Monte Cassino cerca do ano 547 d.C..

## Bibliografia

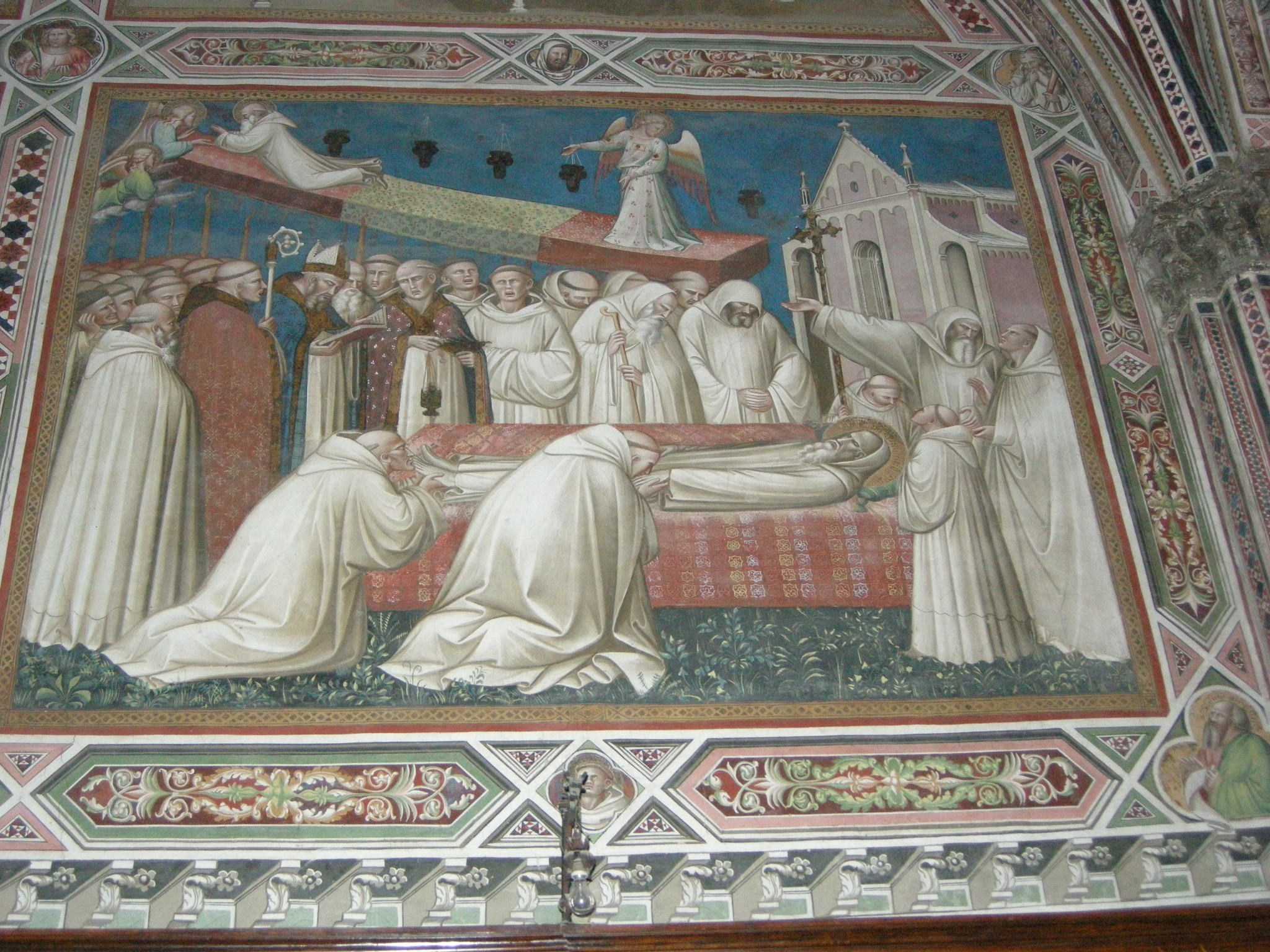
Morte de São Bento